# کیم جون
 کیم جون (به کره‌ای:김형준 به انگلیسی: Kim Joon) (زاده ۱۵ فوریه ۱۹۸۴ در سئول) بازیگر، خواننده، مدل در کره جنوبی است.
او به دلیل بازی در نقش سونگ وو بین در مجموعه تلویزیونی پسران فراتر از گل‌ها شناخته شد.

## سریال ها
- عشق بی پایان(سریال کره ای)(2014)(SBS)
- بیایین بخوابیم امشب اینجا(2009)(MDC15)
- پسران فراتر از گل ها(2009)(KBS2)